# Гопей Іван Олександрович
Гопей Іван Олександрович (нар.10 червня 1937, Нове Село, Польща) — український державний та політичний діяч, народний депутат України 1-го скликання, голова виконавчого комітету Полтавської обласної Ради народних депутатів.

## Життєпис
Народився у селянській родині. Українець. Скінчив Козельщинську середню школу, а 1960 року — Харківський інститут механізації та електрифікації сільського господарства.
Після закінчення інституту працював інженером Градизької ремонтно-технічної станції, завідувачем ремонтної майстерні, головним інженером, керуючим Градизькою районною сільгосптехнікою Полтавської області.
Член КПРС з 1962 року.
У 1965 році призначений головним інженером Глобинської, а згодом — керуючим Диканською районною сільгосптехнікою Полтавської області.
У 1968 році обраний секретарем, 2-м секретарем Диканського районного комітету КПУ Полтавської області.
З травня 1970 по листопад 1972 року працював головою виконавчого комітету Диканської районної ради депутатів трудящих.
З 1972 по 1980 рік працював головою Полтавського обласного об'єднання із виробничо-технічного забезпечення сільського господарства.
Закінчив Академію суспільних наук при ЦК КПРС.
З листопада 1980 року — секретар Полтавського обласного комітету КПУ з питань сільськогосподарського виробництва. З грудня 1984 по липень 1986 року перебував у Демократичній Республіці Афганістан на посаді радника уповноваженого уряду республіки у південно-східній зоні Афганістану, провінція Газні.
З 6 квітня 1988 по 1992 рік — голова виконавчого комітету Полтавської обласної Ради народних депутатів, а з 1991 по 1994 рік — голова Полтавської обласної Ради народних депутатів.
Обирався депутатом Верховної Ради України ХІІ скликання (Карлівський виборчий округ № 326; за — 39384 виборці; проти — 33602).
З 1995 року — начальник відділу кадрового забезпечення аграрної освіти і загальних питань управління сільського господарства Полтавської обласної державної адміністрації.

## Відзнаки та нагороди
- три Ордени Трудового Червоного Прапора;
- медалі.